# الرافعية (العراق)
الرافعية منطقة عراقية في غرب مركز قضاء الزبير في محافظة البصرة في صحراء الدبدبة بالبادية العراقية بجنوب العراق، البعد 170 كيلومتراً بينها وبين شرق بصية، فيها بئر واحدة ماؤها غزير عذب، ذكر مكي الجميل في كتابه (البدو والقبائل الرحالة في العراق) المنشور سنة 1956م مناطقَ آبار عشيرة الضفير وقال "فرقة السعيد ولهم الرافعية وخضر الماء".